# Velîhiv, Volodîmîreț
Velîhiv (în ucraineană Велихів) este un sat în comuna Horodeț din raionul Volodîmîreț, regiunea Rivne, Ucraina.

## Demografie
Componența lingvistică a localității Velîhiv
     Ucraineană (98,62%)
     Rusă (1,23%)
     Alte limbi (0,15%)
Conform recensământului din 2001, majoritatea populației localității Velîhiv era vorbitoare de ucraineană (98,62%), existând în minoritate și vorbitori de rusă (1,23%).